# Facilitation sociale
La facilitation sociale est un phénomène social selon lequel la présence d'autrui, en situation d'audience ou de co-action, a un effet bénéfique sur les performances d'un individu. Ce phénomène a été découvert par Norman Triplett à la fin du XIXe siècle (1898), et étudié par la suite par de nombreux auteurs, dont Robert Zajonc, psychologue social, qui s’intéressa également à l’effet opposé : l’inhibition sociale.
D'autres modèles explicatifs tels que l'hypothèse du conflit-distraction (en) et l’hypothèse du contrôle social, peuvent mettre en lumière certains effets liés à ce phénomène social.

## Prémices de la facilitation sociale

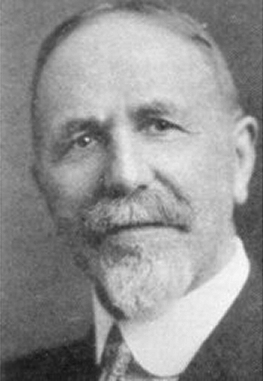
Norman Triplett.

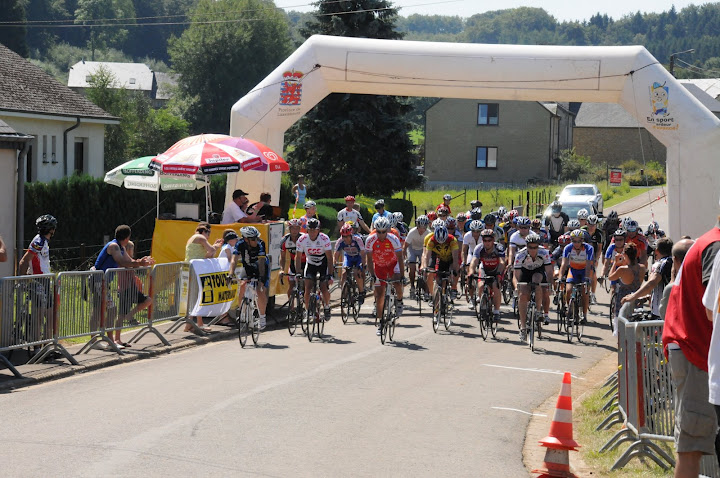
course de cyclistes.

En 1898, le psychologue social Norman Triplett s'interroge sur les performances des cyclistes. Il observe que ceux-ci semblent produire de meilleures performances lorsqu'ils sont en compagnie d'autres cyclistes que lorsqu'ils sont seuls. Dans son article, Triplett explique l'expérience qu'il a menée sur la relation entre la compétition et l'augmentation des performances, à la suite de l'observation des résultats dans le livre des records de la Ligue Américaine des cyclistes. Selon lui, la présence de compétiteurs produirait un effet dynamogène sur les performances des cyclistes. La présence d'autrui aurait ainsi une influence positive sur la performance individuelle.
Pour tester son hypothèse, Triplett réalise une expérience auprès d'un échantillon de 40 enfants âgés de 8 à 17 ans. Leur tâche consiste à enrouler 16 mètres de fil sur un moulinet de canne à pêche le plus rapidement possible, d'abord seuls (première condition), puis en compagnie d'un autre enfant (deuxième condition). Les moulinets sont raccordés à un dispositif qui permet d'enregistrer le rythme avec lequel les participants moulinent, et de déterminer ainsi la rapidité de l'action. Les résultats observés permettent à Triplett de confirmer l'hypothèse selon laquelle la présence de co-acteurs lors d'une tâche motrice favorise la performance individuelle des sujets. L'expérience montre que « la moitié des enfants enroulent les moulinets plus rapidement lorsqu'ils sont en compagnie d'un autre enfant ».
Mais faut-il nécessairement qu'il y ait co-action pour influencer la performance des sujets? La réponse est apportée par le psychologue Ernst Meumann (de), en 1904. Ce chercheur, qui s'intéresse à l'effort musculaire (et non directement au phénomène de la facilitation sociale), a réalisé une expérience auprès de ses étudiants en leur demandant de réaliser des tâches simples se trouvant à la limite de leurs possibilités physiques. Une de ces tâches peut être, par exemple, de soulever, durant un temps déterminé, un poids à l'aide d'un seul doigt. Meumann se rend alors compte que la performance des étudiants s'améliore en sa présence, alors qu'il n'est que simple observateur (effet d'audience (en)). Il pose ainsi l'hypothèse que la simple présence d'un autrui passif suffit à améliorer les performances motrices des sujets.
Ce n'est que presque 30 ans après la découverte de Triplett, en 1924, que ce phénomène fut baptisé « facilitation sociale » par Floyd Allport (en). Ce terme qualifie alors l'influence positive que la présence active (effet de co-action) ou passive (effet d'audience) d'autrui peut avoir sur les performances motrices d'un individu.

## Inhibition ou facilitation sociale: la théorie du Drive
Des recherches ont cependant pu mettre en évidence le fait que, parfois, la performance des sujets diminue au lieu d'augmenter, en présence d'autrui. Par exemple, lors d'une présentation orale devant un public, un individu pourra avoir une prestation meilleure pour un sujet déterminé alors que sa présentation en public d'un autre sujet pourra lui être défavorable. De plus, il est à noter que dans les premières observations de Triplett, seule la moitié des participants avaient amélioré leur performance. En effet, sur les 40 enfants, un quart d'entre eux avaient obtenu de moins bons résultats lorsqu'ils étaient en groupe. Comment expliquer cette différence? Comment la présence de l'autre peut-elle agir tantôt positivement (effet facilitateur), tantôt négativement (effet inhibiteur) sur notre rendement individuel ? 
La réponse à cette question est proposée par Robert Zajonc, en 1965.
Selon cet auteur, la présence des autres stimule l'organisme de l'individu et peut faciliter l'apparition d'une réponse dominante chez ce dernier. Cette notion de réponse dominante peut être définie comme la réponse qui est la plus susceptible d'apparaitre dans une situation déterminée. Elle devient donc habituelle pour le sujet. Selon que la tâche soit familière ou complexe, la réponse dominante sera associée à une bonne ou mauvaise réponse. Si la réponse dominante est correcte, on pourra observer un phénomène de facilitation sociale. En revanche, si la réponse dominante est incorrecte, il s'agira d'un phénomène d'inhibition sociale et la présence des autres sera défavorable à la performance de l'individu.

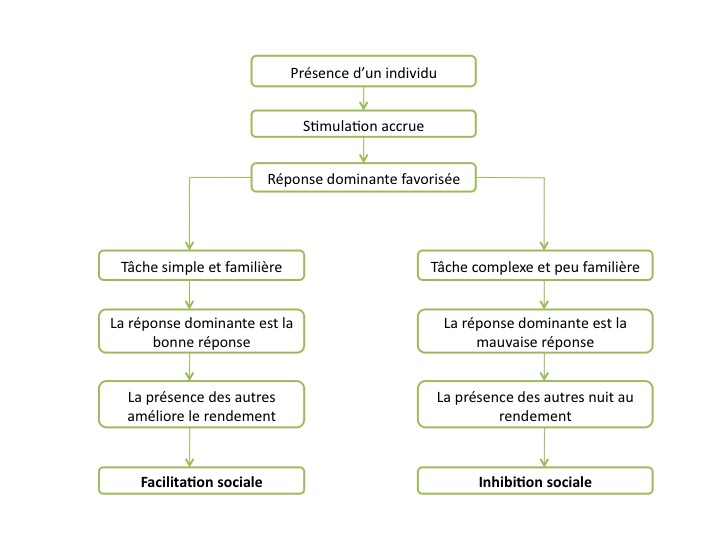
Facilitation-inhibition sociale de Zajonc.

Prenons l'exemple d'un chanteur expérimenté. Pour lui, la tâche (le chant) est familière, il s'est entraîné à de nombreuses reprises. La réponse dominante sera donc associée à une bonne réponse et sa performance sera d'autant meilleure en présence d'un public (facilitation sociale). En revanche, le chanteur débutant, qui n'a pas l'habitude de se produire autant sur scène qu'en privé, aura tendance à avoir une mauvaise réponse dominante. Il y a en effet plus de chance qu'il rate sa performance plutôt qu'il la réussisse, et elle subira l'effet d'une inhibition sociale lorsqu'il sera observé.
Il est important de noter que les réponses dominantes peuvent être apprises au cours de l'existence. Les réponses que nous produisons face à une tâche complexe, fausses au départ, peuvent devenir correctes au fur et à mesure que nous effectuons la tâche. Pour que la présence des autres soit facilitante, il est donc important de maîtriser la tâche afin de la rendre la plus simple possible.
La présence des autres, que ce soit dans un effet d'audience ou de co-action, aura ainsi un effet négatif en début d'apprentissage, lorsque l'acquisition n'est pas encore faite, et un effet positif lorsque la tâche est maîtrisée. Selon les termes de Zajonc, la présence d'autrui gênerait l'apprentissage mais favoriserait la performance.
De plus, dans sa théorie du drive, Zajonc estimerait qu'Autrui est un « Stimulus inconditionnel », pris indépendamment des représentations qui lui sont associées. Autrui serait donc neutre et, qu'importe son statut, produirait une élévation du drive. Seule sa présence induirait un effet sur la performance et aucune autre condition ne serait nécessaire.

## Théorie de l'appréhension de l'évaluation
La théorie de l'appréhension de l'évaluation (en) est développée par Nickolas B. Cottrell, en 1972. Celui-ci, contrairement à Zajonc, associe Autrui à un stimulus conditionnel plutôt qu'inconditionnel.
Neutre à l'origine, Autrui perdrait ce statut par des mécanismes de renforcements positifs et négatifs (par les voies du conditionnement classique) et par un processus d'apprentissage. L'individu apprendrait, par renforcement, des valeurs positives ou négatives associées à certains événements et anticiperait ainsi l'évaluation du statut de l'Autre et sa valeur (positive ou négative) associée, ce qui produirait un effet sur le phénomène de facilitation-inhibition sociale.

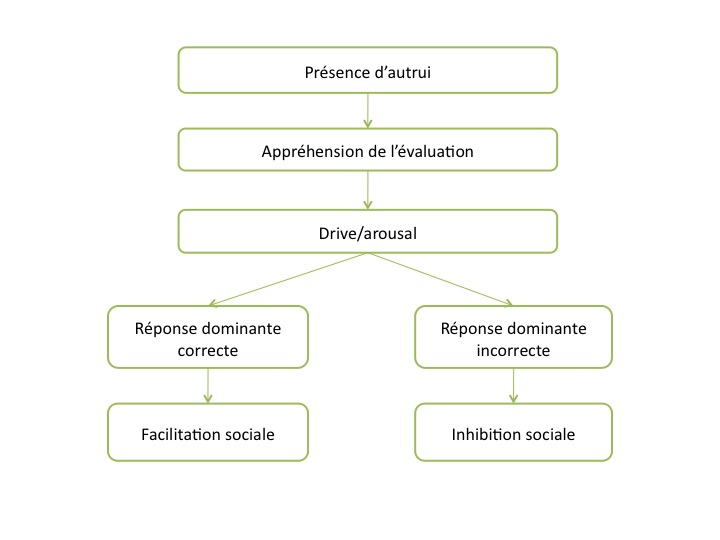
La théorie de l'appréhension de l'évaluation.

Pour qu'il y ait une augmentation du drive, Autrui ne devrait donc pas être simplement présent, mais devrait représenter une source d'évaluation potentielle. L'effet produit serait alors différent en fonction du statut de l'observateur.
La performance de l'individu ne dépendra donc plus de ses caractéristiques propres, à savoir s'il est compétent dans une tâche spécifique (réponse dominante), mais bien des caractéristiques de la personne qui assiste, que ce soit de façon active ou passive, à l'exécution de cette tâche définie.
La présence d'un supérieur hiérarchique aurait ainsi tendance à augmenter la motivation du sujet dans la réalisation de la tâche et sa performance.  
Bergum et Lehr l'avaient déjà expérimenté en 1962, en observant la vigilance d'une quarantaine de recrues de la Garde Nationale Américaine. Ces derniers avaient pour activité de surveiller l'apparition de signaux ou de séquences lumineuses et d'appuyer sur un bouton. Cette tâche avait pour but de mobiliser leur attention sur une longue durée (au moins 2h) afin que leur performance baisse inévitablement, par fatigue et perte de concentration. Deux conditions étaient établies : dans l'une, les soldats recevaient plusieurs visites, dont ils avaient été avertis, d'un supérieur hiérarchique durant l'exécution de la tâche. Dans l'autre condition, aucune visite n'était réalisée. Les résultats démontrèrent que le taux de bonnes réponses du premier groupe était supérieur à celui du second groupe, cela même durant une période où le supérieur hiérarchique était absent. Le simple fait de savoir qu'un observateur viendra rendre visite au sujet aurait suffi à augmenter sa performance.
L'hypothèse de Cottrell permet de mettre l'accent sur l'importance du statut hiérarchique supérieur de l'observateur. Ce serait ainsi cet aspect, et pas seulement la présence de l'observateur, qui aurait un impact sur le rendement. En effet, la valeur accordée à l'observateur implique un jugement ce qui augmenterait les performances du sujet.
Cela est également démontré par Henchy et Glass en 1968 lorsque, pour leur expérience, ils créent quatre conditions : 
- condition « seul » (les sujets pensent que les résultats de leurs performances sont anonymes)
- condition « en présence de non experts » (les sujets savent qu'ils vont être évalués mais les observateurs sont présentés comme peu compétents sur la tâche)
- condition en présence d'experts (les observateurs qui vont réaliser l'évaluation des sujets sont ici présentés comme très compétents dans la tâche)
- condition enregistrement (dans cette dernière condition, personne n'est présent mais le sujet est averti que sa performance sera enregistrée, filmée et évaluée par après).

Les résultats confirment l'effet d'audience, les sujets de la condition seul ayant la moins bonne performance. Cependant, nous observons que la condition enregistrement obtient de meilleures performances que celle en présence de non experts, ce qui confirme l'importance de l'aspect évaluatif qui augmente la motivation, qu'importe que l'évaluateur soit physiquement présent ou non. L'existence d'une évaluation prime donc sur la simple présence d'un observateur. Enfin, les deux conditions réunies (effet d'audience + statut) placent les sujets au sommet de leur performance.
Les effets de la présence d'autrui dépendront donc des anticipations de jugements que le sujet évalué fera concernant l'individu en présence, celles-ci augmentant la motivation du sujet à réaliser la tâche.
Cependant, la seule motivation n'entraîne pas automatiquement une amélioration de la performance. En effet, comme expliqué dans la théorie de Zajonc, cela dépendra de la maîtrise du sujet par rapport à la tâche (réponse dominante correcte ou incorrecte), ce qui entrainera un effet soit de facilitation sociale, soit d'inhibition sociale (voir schéma).

## Autres modèles explicatifs
D'autres auteurs ont tenté d'expliquer ce phénomène de facilitation-inhibition sociale en suggérant l'existence de mécanismes explicatifs des effets que la présence d'autrui peut avoir sur la performance d'un individu. Ces mécanismes, bien qu'étant différents de ceux présentés par Zajonc et Cottrell, ne leur sont pas nécessairement incompatibles.
Deux hypothèses sont ici retenues :

### L'hypothèse du conflit-distraction
Cette hypothèse du conflit-distraction (en) est développée par Baron en 1986. Celui-ci associerait autrui à une source potentielle de distraction. Cette éventuelle distraction, mise en lien avec la tâche à réaliser, serait à la base d'un conflit attentionnel qui induirait l'élévation du drive. Ce ne serait donc pas autrui en tant que tel qui serait responsable du phénomène de facilitation-inhibition sociale, mais bien le conflit attentionnel qu'il génère par sa simple présence. Ainsi, dans la présence de l'autre, il y aurait un conflit entre l'attention portée à cet autre, et l'attention portée à la tâche. Le modèle conflit-distraction se base sur ce conflit attentionnel pour expliquer l'éveil du sujet en situation d'exécution d'une tâche.
En effet, par sa présence, autrui peut être :
- une source d'incertitude pour le sujet, d'imprévisibilité. Il cherchera alors constamment à contrôler cette source ce qui aura pour effet d'induire un conflit attentionnel entre la tâche à réaliser et la distraction occasionnée par autrui.
- une source d'indices sociaux auxquels l'individu peut espérer répondre.
- une source d'information de comparaison sociale. Festinger[9] décrit, en 1954, le processus de comparaison sociale qui peut être une des raisons principales qui font d'autrui une source de distraction : les sujets, face à une nouvelle tâche, procèderaient par comparaison sociale à une analyse du coacteur de la tâche. Non directement liée à la tâche en tant que telle et à sa réalisation, cette activité de comparaison entrainerait alors un conflit attentionnel entre la recherche d'informations nécessaires à la comparaison et l'exécution de la tâche en elle-même.

L'attention portée à autrui peut en effet souvent être incompatible avec la tâche à exécuter. La distraction, occasionnée par autrui, engendrerait alors un conflit attentionnel.
Le conflit attentionnel jouerait ainsi un rôle de médiateur clé dans l'élévation du drive. Selon Baron, cette augmentation attentionnelle suggère que la distraction, et tous les stimuli environnementaux en général, peut avoir une très grande variété d'effets sur la cognition, le changement d'attitude et le comportement social.

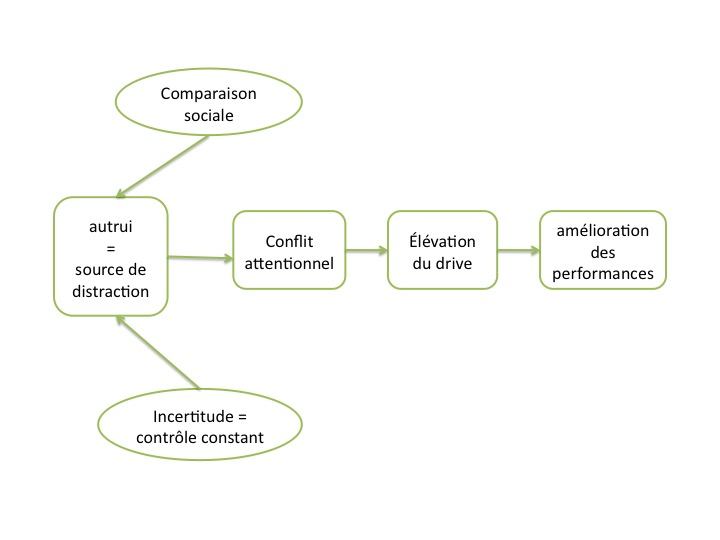
hypothèse du conflit-distraction.

Le conflit attentionnel généré par la présence d'autrui rend le sujet incertain concernant la réponse sociale à adopter. Cette incertitude et indécision par rapport au comportement du sujet peut conduire l'organisme à stresser et mener à une élévation du drive afin d'augmenter ses capacités attentionnelles. Cela représente donc un coût attentionnel pour l'individu qui s'intéresse à plusieurs stimuli en même temps. Ces différents stimuli absorberaient la capacité d'attention du sujet ce qui provoquerait une surcharge de ressources.
Des discussions ont été menées et il s'est avéré que la distraction effectuée durant une simple tâche semble augmenter la performance du sujet. L'effet inverse étant observé lors d'une tâche complexe. Pour cela, il est nécessaire que le niveau de distraction soit en lien avec la performance afin que les bénéfices de l'effort augmenté dépassent les coûts de perturbation. L'individu cherche alors à produire un plus grand effort d'attention qui mènerait à une meilleure performance.
De plus, l'effort effectué à la suite d'une comparaison sociale d'un coacteur « supérieur » à l'individu fait apparaître, comme le désigne Festinger, un "mouvement unidirectionnel vers le haut". Dans un désir d'être supérieur à l'autre (ou en tout cas de ne pas lui être inférieur), et à la suite de l'effet de comparaison sociale, l'individu va développer de meilleures performances en fournissant de plus gros efforts de concentration.
Ceci a été mis en évidence dans une étude de Huguet et al où les participants sont amenés à réaliser une tâche seuls (condition 1) ou en situation de coaction dans laquelle ils se pensent soit inférieurs (condition 2 : comparaison sociale ascendante) soit supérieurs (condition 3 : comparaison sociale descendante) au coacteur. Les résultats montrent un effet positif de la présence de l'individu coacteur de l'action uniquement dans le cas où les participants s'estiment inférieurs. Ils chercheraient ainsi à ne pas rester inférieurs à l'autre. Cet effet a également été observé lors d'une tâche de Stroop (décrite plus bas) dans laquelle les sujets chercheraient à inhiber la lecture induite par la tâche pour améliorer leurs performances par rapport à autrui et avoir de meilleurs résultats .

### L'hypothèse du contrôle social
Cette hypothèse[Par qui ?] du contrôle social part du principe que les stimuli sociaux sont imprévisibles et peuvent donc être associés à des sources potentielles de danger. Ainsi, l'individu appréhenderait le stimulus comme une menace potentielle et y répondrait par un réflexe de contrôle (monitoring).
Différents facteurs peuvent être évalués :
- la proximité : plus autrui est proche, plus le danger est grand. Cela impliquerait un contrôle plus soutenu dans la présence d'autrui.
- la mobilité : un contrôle plus important est nécessaire dans le cas où autrui se déplace/est en mouvement. Les réponses face à une attaque éventuelle devront alors être mises en place de façon plus rapide
- la direction du regard d'autrui qui génèrerait la crainte d'un échange
- la nouveauté/familiarité : au plus autrui sera associé à la nouveauté, à l'inconnu, au plus une menace sera perçue face à ses comportements. Si autrui est quelqu'un de plus familier, la crainte sera moindre.

Suivant l'évaluation de ces facteurs, le sujet perçoit si un contrôle social est nécessaire. S'il l'est, le niveau de drive augmentera.
Autrui ne serait donc pas toujours associé à une source d'élévation du niveau du drive et dépendra de la menace perçue et du contrôle social nécessaire.
Dans cette hypothèse, il est important de préciser que le statut associé à autrui n'entraîne pas automatiquement un plus grand contrôle, ce qui la distingue de la théorie de l'appréhension de l'évaluation de Cottrell.
De plus, un conflit attentionnel ne serait pas nécessaire pour que des effets de type drive apparaissent : la condition nécessité/impossibilité de contrôle serait suffisante. L'hypothèse du contrôle social se distingue ainsi également de l'hypothèse du conflit-distraction.
Une autre distinction peut être faite entre ces deux hypothèses (conflit-distraction et contrôle social). En effet, en situation de coaction et selon l'hypothèse du contrôle social, le contrôle fait sur autrui deviendrait moins nécessaire, celui-ci étant associé à quelque chose de moins imprévisible puisqu'il réalise la même tâche que le sujet. Cette différence au niveau de la présence d'un coacteur n'est pas perçue dans l'hypothèse du conflit-distraction puisque, comme nous l'avons vu, cela génère un processus de comparaison sociale et une recherche d'informations qui pourront induire un conflit attentionnel. Il n'y aurait donc pas d'effet plus faible en situation de coaction dans le cas de l'hypothèse du conflit-distraction.

## La tâche de Stroop: explication attentionnelle de la facilitation sociale
La tâche de Stroop est une tâche dans laquelle l'individu doit nommer la couleur dans laquelle sont inscrits les différents mots, qui désignent eux-mêmes des couleurs. Les sujets devaient donc identifier la couleur utilisée sans lire le mot lui-même. Cette expérience a été utilisée pour la première fois par le psychologue John Ridley Stroop en 1935.
| Rouge Bleu Vert Jaune Bleu Rouge |
| Bleu Rouge Jaune Vert Rouge Vert |

Pour cette tâche, il existe deux types d'items : 
- les items congruents : couleur et sémantique sont en accord (première ligne),
- les items non-congruents : couleur et sémantique ne sont pas en accord (deuxième ligne).

Les résultats de l'expérience démontrèrent que le temps de réponse sur les items non congruents était plus long que lorsque les items sont congruents. Une interférence de la lecture sur la dénomination de la couleur serait donc présente. La lecture serait ainsi associée à la réponse dominante.
Cet effet Stroop permet de confronter deux théories expliquées précédemment, à savoir, la théorie du Drive de Zajonc, et l'hypothèse de conflit-distraction de Baron. En effet, dans sa théorie, Zajonc part du principe que la présence d'autrui a un effet facilitateur pour les tâches simples qui ont une réponse dominante correcte, et un effet inhibiteur sur les tâches complexes comprenant une réponse dominante incorrecte. Dans la tâche de Stroop, la réponse dominante est associée à la lecture et est donc incorrecte par rapport à la tâche demandée (identification des couleurs). La théorie du Drive, selon laquelle la présence d'autrui permet l'augmentation de la réponse dominante, impliquerait donc une augmentation de l'interférence puisque cette réponse dominante est, dans ce cas ci, inadéquate (lecture). La théorie de conflit-distraction suppose quant à elle que la présence d'autrui favorise un focus attentionnel plus important, ce qui permettrait de diminuer cette interférence et d'améliorer les performances.
Comme dit précédemment (théorie de conflit-distraction, comparaison sociale), pour qu'un focus attentionnel puisse se réaliser il est nécessaire que l'individu en présence du sujet soit considéré comme supérieur à ce dernier afin qu'une comparaison ascendante s'établisse. En effet, si l'individu est estimé inférieur au sujet, celui-ci estimerait qu'il n'est pas une menace dans son besoin d'être supérieur à autrui et ne l'associerait pas à une source potentielle de distraction. cela ne favoriserait donc pas le focus attentionnel et n'induirait pas de meilleures performances.

## Inhibition sociale et paresse sociale

Jeu de la corde

Bien qu'entraînant tous deux une baisse de performance, les concepts d'inhibition sociale et de paresse sociale sont à distinguer.
La paresse sociale est définie comme la "tendance à fournir un effort moindre lorsqu'une tâche est effectuée en groupe plutôt qu'individuellement". Ainsi, si un groupe d'individus pousse une voiture en panne, par exemple, chaque membre de ce groupe fournira un effort moindre, s'appuyant sur l'effort fourni par l'ensemble du groupe. Nous pouvons également prendre pour exemple le jeu de la corde où chaque équipe se place à un bout de la corde et doit tirer le plus fort possible : les sujets tireront moins fort sur la corde dans ce cas-là que s'ils étaient seuls.
L'inhibition sociale, quant à elle, et comme nous l'avons décrit précédemment, explique l'effet de la présence d'autrui sur la performance d'un individu seul. Le sujet est donc seul pour effectuer la tâche, en présence d'autres individus, contrairement au phénomène de paresse sociale pour lequel une action collective est nécessaire.